# Semi-marathon de Lisbonne
Ne doit pas être confondu avec Semi-marathon du Portugal.
Le semi-marathon de Lisbonne est une course de semi-marathon se déroulant tous les ans, en mars, dans la ville de Lisbonne, au Portugal. Créée en 1991, l'épreuve fait partie du circuit international des IAAF Road Race Label Events, dans la catégorie des « Labels d'or ».

## Palmarès
Code couleur :
- Record de l'épreuve

| Année | Vainqueur hommes        | Nationalité             | Temps                   | Vainqueur femmes        | Nationalité             | Temps                   |
| ----- | ----------------------- | ----------------------- | ----------------------- | ----------------------- | ----------------------- | ----------------------- |
| 1991  | Paul Evans              | Angleterre              | 1 h 01 min 44 s         | Rosa Mota               | Portugal                | 1 h 09 min 52 s         |
| 1992  | Tendai Chimusasa        | Zimbabwe                | 1 h 01 min 17 s         | Heléna Barócsi          | Hongrie                 | 1 h 10 min 01 s         |
| 1993  | Sammy Lelei             | Kenya                   | 59 min 24 s             | Nadezhda Ilyina         | Russie                  | 1 h 09 min 47 s         |
| 1994  | Andrés Espinosa         | Mexique                 | 1 h 01 min 34 s         | Tegla Loroupe           | Kenya                   | 1 h 09 min 27 s         |
| 1995  | Simon Lopuyet           | Kenya                   | 1 h 00 min 26 s         | Tegla Loroupe           | Kenya                   | 1 h 08 min 21 s         |
| 1996  | Clement Kiprotich       | Kenya                   | 1 h 01 min 15 s         | Tegla Loroupe           | Kenya                   | 1 h 07 min 12 s         |
| 1997  | Mohammed Mourhit        | Belgique                | 1 h 01 min 17 s         | Tegla Loroupe           | Kenya                   | 1 h 09 min 01 s         |
| 1998  | António Pinto           | Portugal                | 59 min 43 s             | Catherina McKiernan     | Irlande                 | 1 h 07 min 50 s         |
| 1999  | Japhet Kosgei           | Kenya                   | 1 h 00 min 01 s         | Tegla Loroupe           | Kenya                   | 1 h 07 min 52 s         |
| 2000  | Paul Tergat             | Kenya                   | 59 min 06 s             | Tegla Loroupe           | Kenya                   | 1 h 07 min 23 s         |
| 2001  | Hendrick Ramaala        | Afrique du Sud          | 1 h 00 min 26 s         | Susan Chepkemei         | Kenya                   | 1 h 05 min 44 s         |
| 2002  | Haile Gebrselassie      | Éthiopie                | 59 min 41 s             | Susan Chepkemei         | Kenya                   | 1 h 08 min 23 s         |
| 2003  | Martin Lel              | Kenya                   | 1 h 00 min 10 s         | Derartu Tulu            | Éthiopie                | 1 h 09 min 20 s         |
| 2004  | Rodgers Rop             | Kenya                   | 59 min 49 s             | Joyce Chepchumba        | Kenya                   | 1 h 08 min 11 s         |
| 2005  | Paul Tergat             | Kenya                   | 59 min 10 s             | Susan Chepkemei         | Kenya                   | 1 h 08 min 49 s         |
| 2006  | Martin Lel              | Kenya                   | 59 min 30 s             | Salina Kosgei           | Kenya                   | 1 h 07 min 52 s         |
| 2007  | Robert Kipchumba        | Kenya                   | 1 h 00 min 31 s         | Rita Jeptoo             | Kenya                   | 1 h 07 min 05 s         |
| 2008  | Haile Gebrselassie      | Éthiopie                | 59 min 15 s             | Salina Kosgei           | Kenya                   | 1 h 09 min 57 s         |
| 2009  | Martin Lel              | Kenya                   | 59 min 56 s             | Kara Goucher            | États-Unis              | 1 h 08 min 30 s         |
| 2010  | Zersenay Tadese         | Érythrée                | 58 min 23 s             | Peninah Arusei          | Kenya                   | 1 h 08 min 38 s         |
| 2011  | Zersenay Tadese         | Érythrée                | 58 min 30 s             | Aberu Kebede            | Éthiopie                | 1 h 08 min 28 s         |
| 2012  | Zersenay Tadese         | Érythrée                | 59 min 34 s             | Shalane Flanagan        | États-Unis              | 1 h 08 min 52 s         |
| 2013  | Bernard Koech           | Kenya                   | 59 min 54 s             | Edna Kiplagat           | Kenya                   | 1 h 08 min 48 s         |
| 2014  | Bedan Karoki            | Kenya                   | 59 min 58 s             | Worknesh Degefa         | Éthiopie                | 1 h 08 min 46 s         |
| 2015  | Mohamed Farah           | Royaume-Uni             | 59 min 32 s (ER)        | Rose Chelimo            | Kenya                   | 1 h 08 min 22 s         |
| 2016  | Sammy Kitwara           | Kenya                   | 59 min 47 s             | Ruti Aga                | Éthiopie                | 1 h 09 min 16 s         |
| 2017  | Jake Robertson          | Nouvelle-Zélande        | 1 h 00 min 01 s         | Mare Dibaba             | Éthiopie                | 1 h 09 min 43 s         |
| 2018  | Erick Kiptanui          | Kenya                   | 1 h 00 min 05 s         | Etagegn Woldu           | Éthiopie                | 1 h 11 min 27 s         |
| 2019  | Mosinet Geremew         | Éthiopie                | 59 min 37 s             | Vivian Cheruiyot        | Kenya                   | 1 h 06 min 34 s         |
| 2020  | Annulation de l'épreuve | Annulation de l'épreuve | Annulation de l'épreuve | Annulation de l'épreuve | Annulation de l'épreuve | Annulation de l'épreuve |
| 2021  | Jacob Kiplimo           | Ouganda                 | 57 min 31 s (WR)        | Tsehay Gemechu          | Éthiopie                | 1 h 6 min 6 s           |
| 2022  | Kenneth Renju           | Kenya                   | 1 h 0 min 13 s          | Tsehay Gemechu          | Éthiopie                | 1 h 6 min 44 s          |
| 2023  | Nibret Melak            | Éthiopie                | 59 min 6 s              | Almaz Ayana             | Éthiopie                | 1 h 5 min 30 s          |